# Aref Arefkia

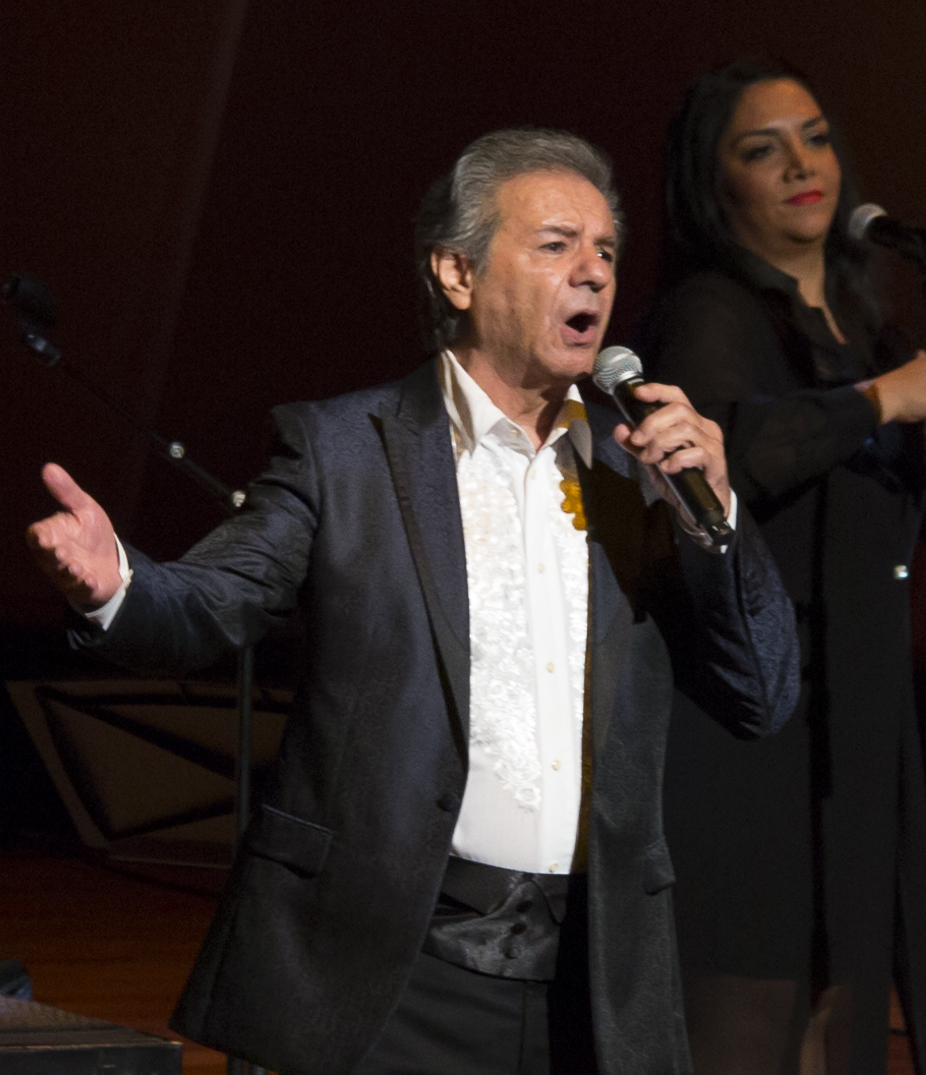
Aref Arefkia, 2016

Aref Arefkia (anhörenⓘ; persisch عارف عارف‌کیا) genannt Aref (persisch عارف) (* 15. August 1941 in Teheran, Iran) ist ein iranischer Sänger.

## Leben
Arefs erste Berührungen mit der Musik kamen durch seinen armenischen Vater und seine aserbaidschanische Mutter, die in seiner Kindheit Radio Baku hörten. Radio Baku spielte zu dieser Zeit neben Azeri-typischer auch westliche Musik und europäische Opern.
In den 1960er Jahren war Aref einer der ersten, der westliche Melodien mit romantischen Texten verknüpfte und im Iran bekannt machte. Nach der Islamischen Revolution verließ Aref den Iran und ging für drei Jahre nach London und dann nach Los Angeles. Aref ist armenisch-orthodoxer Christ. Er hat einen Sohn und drei Töchter.

## Diskografie

### Alben (Auswahl)
- Daryacheye Noor (Meer aus Licht)
- Mah o Palang (Mond und Leopard)
- Roozegar Gharibist Nazanin (Das Leben ist sonderbar, Liebste)
- Ayineh dar Ayineh (Spiegel im Spiegel)
- Soltan-e Ghalbha (König der Herzen)

### Singles (Auswahl)
- Ki Behtar Az To
- Soltane Ghalbha
- Eshghe Tou Nemimirad
- Hala Kheili Direh